# J. Trinidad Regalado
J. Trinidad Regalado är en ort i Mexiko.   Den ligger i kommunen Panindícuaro och delstaten Michoacán de Ocampo, i den centrala delen av landet, 280 km väster om huvudstaden Mexico City. J. Trinidad Regalado ligger 1 770 meter över havet och antalet invånare är 598.
Terrängen runt J. Trinidad Regalado är huvudsakligen lite kuperad. J. Trinidad Regalado ligger nere i en dal. Runt J. Trinidad Regalado är det ganska tätbefolkat, med 70 invånare per kvadratkilometer. Närmaste större samhälle är Panindícuaro de la Reforma, 5,0 km söder om J. Trinidad Regalado. I omgivningarna runt J. Trinidad Regalado växer huvudsakligen savannskog.